# Вернигора (картина)
Вернигора — картина польського художника Яна Матейка. Створена в остаточному варіанті 1884 року.
Картина має кілька версій назви: «Лірник», «Пророцтво українського лірника». Оригінал зберігається у національному музеї в Кракові.
Центральна фігура картини — легендарний український віщун Вернигора, зображений під час найвищого натхнення, з піднесеними руками. Вернигору підтримують жінка в українському народному вбранні та молодий український козак. З лівого боку — польський шляхтич, Нікодем Суходольський, староста корсунський, що записує його пророцтва. За спиною шляхтича — озброєний гайдамака, а з іншого боку — пара молодих українців, яких стримує рука старої жінки. Перед Вернигорою піп та хлопчина-мандрівник з образом Ченстоховської Божої Матері.
Зображення глибоко символічне. Одяг, зброю, персонажі зображено реалістично.